# 숀 스톤
숀 스톤(Sean Stone, 1984년 12월 29일 ~ )은 미국의 배우, 영화 감독, 영화 제작자, 영화 각본가, 촬영 감독이다.

## 출연 작품
- 살바도르 (1986)
- 월 스트리트 (1987)
- 7월 4일생 (1989)
- JFK (1991)
- 도어즈 (1991) - 젊은 짐 역
- 올리버 스톤의 킬러 (1994)
- 닉슨 (1995)
- 유 턴 (1997)
- 애니 기븐 선데이 (1999)
- 더블유 (2008)
- 월 스트리트: 머니 네버 슬립스 (2010)
- Don't Pass Me By (2013)
- 아메리칸 저스티스 (2015, American Justice)
- Union Bound (2016)
- 이스케이프 프리즌 (2019, Night Walk)